# لئون خاچاطوریان
لوون خاچاطوریان (به ارمنی Լեէոն Խաչատրեան - به انگلیسی Leon Khachatourian)، (زاده ۱۳۱۴ خورشیدی، در تهران)، ورزشکار ایرانی ارمنی‌تبار در رشته ورزشی بوکس بود.

## کارنامه ورزشی
- ایران در بازی‌های آسیایی ۱۹۵۸ - مدال برنز